# Plaga krwi

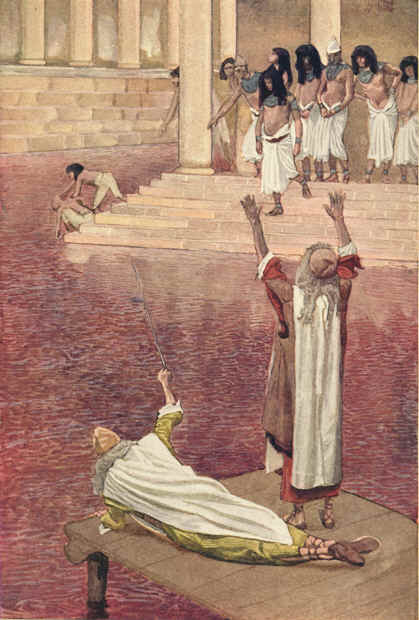
"Woda zmienia się w krew" - obraz Jamesa Tissota

Plaga krwi (hebr. מכת דם „mechet dam”) – pierwsza z dziesięciu plag sprowadzonych na Egipt przez Boga Jahwe według Księgi Wyjścia. Po tym, jak faraon odmówił wypuszczenia Izraelitów ze swojej ziemi, Jahwe wysłał Mojżesza do faraona rano, gdy ten wychodził nad wodę, by powiedzieć mu, że ponieważ nie zgodził się uwolnić Izraelitów, zamierza przemienić wszystkie wody Nilu w krew poprzez uderzenie wody laską, która wcześniej zamieniła się w węża.
Po tym, jak Mojżesz otrzymał nakaz udania się do faraona, Aaron również otrzymał polecenie, by wyciągnąć swoją laskę nad wszystkimi wodami Egiptu i zamienić je w krew. W rezultacie wszystkie źródła wody w Egipcie zamieniły się w krew, ryby w Nilu padły, a rzeka zaczęła cuchnąć. Plaga trwała przez siedem dni.

## Plaga krwi według komentatorów Biblii
Raszi pisze, podobnie jak Chaim ibn Attar, że faraon wychodził rano nad wodę, ponieważ udawał, że jest bogiem, i zarzekał się, że nie ma potrzeby wypróżniania się. Aby wzmocnić to kłamstwo, udawał się codziennie rano do Nilu, by załatwiać swoje potrzeby w tajemnicy, aby nikt go nie widział. Raszi dodaje, że Jahwe rozpoczął plagi właśnie od Nilu, ponieważ Nil był źródłem bogactwa Egipcjan i ich głównym źródłem wody, a także dlatego, że Egipcjanie traktowali Nil jak bóstwo i oddawali mu cześć, dlatego Bóg postanowił najpierw „uderzyć” ich bóstwo, a dopiero później ich samych.
Raszi wyjaśnia również, że Mojżesz nie uderzył wody osobiście ze względu na wdzięczność wodzie za uratowanie go, gdy był niemowlęciem w koszyku. Dlatego to Aaron otrzymał polecenie uderzenia wody zamiast Mojżesza. Według Rasziego faraon zwraca się do Mojżesza i Aarona, mówiąc: „czy w Egipcie potrzebujemy waszych sztuczek?”, gdyż w Egipcie było wielu magów, a plaga krwi go nie przestraszyła, ponieważ egipscy magowie także potrafili zamienić wodę w krew.
Aben Ezra interpretuje, że Mojżesz został wysłany do faraona tego ranka, ponieważ faraon miał zwyczaj mierzenia poziomu wody w Nilu, a Bóg chciał, by faraon najpierw zmierzył wodę, a dopiero potem zobaczył, jak Aaron zamienia ją w krew. Wyjaśnia również, że Aaron zamienił w krew tylko wodę na powierzchni ziemi, pozostawiając podziemne źródła nietknięte, co pozwoliło egipskim magom wykonać swoje sztuczki i znaleźć wodę do picia, kopiąc studnie. Aben Ezra podkreśla różnicę między plagą krwi a magią egipskich magów: plaga dotknęła płynącą wodę, trwała siedem dni i objęła cały Egipt, podczas gdy magowie byli w stanie zamienić w krew jedynie stojącą wodę, na krótki czas, i to tylko w naczyniach.
Raszbam z kolei wyjaśnia prościej, że faraon wychodził nad Nil, ponieważ tak robili władcy – nad ranem spacerowali lub jeździli konno.

### Plaga krwi w Midraszu Tanchuma
W Midraszu Tanchuma rabin Tanchuma Bar Aba opisuje plagę krwi w barwny sposób, dodając do opowieści różne wątki wyjaśniające przyczyny zdarzeń. Według Midraszu, przez zesłanie plagi krwi Jahwe karze zarówno faraona, który ogłosił się bogiem, jak i Nil, który Egipcjanie uważali za bóstwo. Ponadto plaga krwi, podobnie jak pozostałe dziesięć plag, została zesłana, ponieważ faraon odmówił wypuszczenia ludu Izraela. Bar Aba pisał, że Jahwe usłyszał, jak faraon mówi, iż nie wypuści Izraelitów, i postanowił, że zmusi faraona do tego, by osobiście wypuścił każdego Izraelitę. Ponadto podaje jeszcze jedną przyczynę plagi – Egipcjanie uniemożliwiali córkom Izraela rytualne zanurzenie się w wodzie i oczyszczenie po menstruacji.
Według Bar Aby, wszystkie rzeki Egiptu, cała woda w naczyniach Egipcjan, a nawet ciasto, które przygotowali, stały się czerwone z powodu wody, w której je zagniatano. Także ślina w ustach Egipcjan zamieniła się w krew. Midrasz dodaje scenę, w której Egipcjanin i Izraelita mają naczynie z wodą. Gdy Egipcjanin czerpie z niego wodę, zamienia się ona w krew. Egipcjanin prosi Izraelitę, aby polał jego rękę wodą, ale w momencie, gdy woda dotyka dłoni Egipcjanina, zmienia się w krew. Nawet gdy Egipcjanin pije przez słomkę razem z Izraelitą, w słomce Egipcjanina płynie krew, a w słomce Izraelity – woda. W midraszu napisano, że jedynym sposobem, aby Egipcjanie mogli zdobyć wodę do picia, było zapłacenie Izraelitom, dzięki czemu Żydzi wzbogacili się podczas tej plagi. Midrasz przytacza różne opinie dotyczące czasu trwania plagi. Według jednej z nich trwała ona siedem dni, a według innej – dwadzieścia cztery dni.
Midrasz dokonał także porównania między Mojżeszem a faraonem. Choć Mojżesz jest pokorny i unika zaszczytów, to one same go znajdują, a Mojżesz staje się przywódcą całego ludu Izraela. Z kolei faraon przedstawiony jest jako głupiec, czarownik i postać odpychająca.

## Plaga krwi w tekstach innych kultur

### Egipt
W papirusie Ipuwera z XIII wieku p.n.e., będącym prawdopodobnie kopią starszego źródła, opisującym serię katastrof i bunt niewolników, można znaleźć tekst, który niektórzy badacze traktują jako retrospektywę biblijnej plagi krwi:
„Oto rzeka jest krwią, a jednak ludzie wciąż z niej piją. Ludzie unikają innych ludzi i pragną wody”.

### Sumer
Według sumeryjskiego mitu z III tysiąclecia p.n.e., rozszyfrowanego przez Samuela Noaha Kramera, ogrodnik imieniem Szukkallituda zgwałcił boginię Inanę, gdy zasnęła w jego ogrodzie. Rozgniewana bogini ukarała Sumer trzema plagami. Pierwsza plaga polegała na przemienieniu wody w studniach i rzekach w krew, susza spowodowała więdnięcie roślin, a ludzie umierali z pragnienia.

## Teorie naukowe
Według Grety Hort (poetki i specjalistki w dziedzinie literatury angielskiej i australijskiej) plagi egipskie mogły być spowodowane zaburzeniami ekosystemu Nilu, wywołanymi przez wyjątkowo silne letnie powodzie. Powodzie te przyniosły czerwone wiciowce Euglena sanguinea z górskich jezior Etiopii, a także większe niż zwykle ilości czerwonawych osadów z Wyżyny Abisyńskiej.
Inną teorią, odrzuconą przez większość egiptologów (m.in. Hansa Goedicka), była  erupcja minojska na wyspie Santoryn w XVII lub XVI w. p.n.e. Według tej teorii czerwony pył pumeksowy z pierwszej fazy erupcji przedostał się do Egiptu, zabarwiając wodę na czerwono i ją zatruwając. Amerykańska geomitolog Dorothy Vitaliano w 1973 roku zaproponowała geologiczną interpretację plag egipskich. Według niej jest mało prawdopodobne, aby pył wulkaniczny został pomylony z krwią; przypuszczała raczej, że zmiana koloru wody mogła być spowodowana zakwitem glonów. Dopuszczała też możliwość wywołania zakwitu „dziwnymi warunkami pogodowymi” po erupcji wulkanu, nie podając jednak konkretnych hipotez. Ogólnie zgadzała się z przypuszczeniami epidemiologów H.M. Duncana Hoyte’a, Johna S. Marra oraz Curtisa D. Malloya, którzy tłumaczyli czerwoną barwę wód Nilu „czerwonym przypływem” bruzdnic.